# Merkas HaRaw Kook

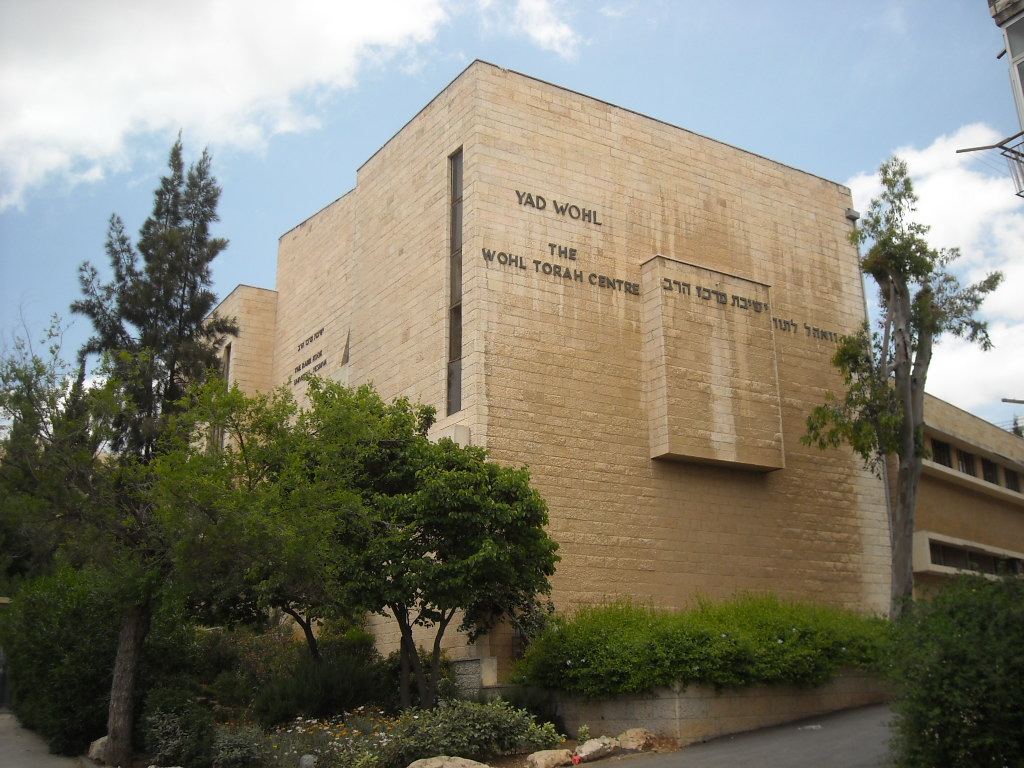
Ein Gebäude der Jeschivah
Merkas HaRaw Kook in Jerusalem

Merkas HaRav Kook (hebräisch מֶרְכַּז הָרַב קוּק ‚Rabbi-Kook-Zentrum‘) ist eine national-religiöse Jeschivah in Jerusalem, Israel. Sie gilt als die wichtigste religiöse Schule dieser Strömung. Nach dem Tod ihres Gründers Rabbiner Abraham Isaac Kook wurde sie 1935 ihm zu Ehren umbenannt.

## Geschichte
Die Schule wurde im Jahr 1924 durch den Rabbiner Abraham Isaac Kook gegründet. Rabbiner Avraham Aharon Borstein leitete zuerst die Jeschivah, verstarb jedoch zwei Jahre, nachdem er diese Aufgabe übernommen hatte. Kooks Schüler Rabbiner Yaʿakov Moshe Harlap folgte ihm als Leiter der Jeschivah nach. Nach dessen Tod im Jahr 1951 wurde Rabbiner Zwi Jehuda Kook sein Nachfolger; nach Kooks Tod im Jahr 1982 übernahm Rabbiner Avraham Shapira die Position. Er leitete die Einrichtung bis zu seinem Tod im Jahre 2007. Sein Sohn, Rabbiner Yaʿakov Shapira, folgte ihm nach.
Heute zählt die Jeschivah ungefähr 500 Studenten.
In den ersten Jahrzehnten ihres Bestehens hatte die Jeschivah nur wenige Studenten, und zuweilen war es nicht klar, ob die Einrichtung überleben würde. Der Wendepunkt kam in den 1950er Jahren, als Absolventen von religiösen Schulen und höheren Schulen des religiös-zionistischen Jugendverbandes Bne Akiwa zur Merkas HaRaw als einziger zionistischer Jeschivah strömten. Der Leiter der Organisation Bnei Aqiva war Rabbiner Moshe Zvi Neria, ein Schüler von Abraham Isaac Kook. Er forderte seine Schüler dazu auf, die Merkas HaRav zu besuchen.
Beim Massaker an der Merkas HaRaw Kook am 6. März 2008 schoss ein palästinensischer Attentäter auf 23 Personen. Acht von ihnen starben.

## Bekannte Schüler
- Abraham Warzman
- Daniel Herschkowitz
- Schlomo Aviner[1]
- Yaakov Ariel
- Yisrael Ariel
- Michael Ben-Ari
- Yoel Bin-Nun
- Ezriel Carlebach
- Zfania Drori
- Chaim Druckman[1]
- Mosche Levinger
- Zalman Baruch Melamed
- Eliezer Melamed
- Chanan Porat
- David Raziel
- David Samson
- Michel Warschawski
- David Bar-Hayim[5][6]